# بلدي المخترع (مذكرات)
بلدي المخترع (بالإسبانية:  Mi país inventado)‏، (بالإنجليزية: My Invented Country: A Memoir)‏ هي مذكرات  للروائية التشيلية إيزابيل الليندي، تكتب فيها عن بلدها تشيلي والأحداث التي تلت الانقلاب العسكري الذي حدث في 1973.

## نبذة قصيرة
تأثرت الكاتبة بأحداث الحادي عشر من سبتمبر مما دفعها لتذكر أحداث الانقلاب العسكري في تشيلي و تدوين تلك الأحداث والصراعات والمشاعر والأراء في كتاب عن بلدها تشيلي الذي أصبح بالنسبة لها بلدا من صنع خيالها.